# تروی سنتر (ویسکانسین)
تروی سنتر (به انگلیسی: Troy Center) یک منطقهٔ مسکونی در ایالات متحده آمریکا است که در شهرستان والورس، ویسکانسین واقع شده‌است. تروی سنتر ۲۷۰٫۹۷ متر بالاتر از سطح دریا واقع شده‌است.